# 舘石昭
舘石 昭（たていし あきら、1930年6月11日 - 2012年9月9日）は、日本の水中写真家。株式会社水中造形センター会長。

## 概要
千葉県館山市出身。1958年、羽仁進監督の長編ドキュメンタリー映画『海は生きている』で水中撮影を担当するなど、水中写真・水中撮影というジャンルを開拓。1969年には日本初のスキューバダイビング専門誌である『マリンダイビング』を創刊した。

## 略歴
- 1930年 - 千葉県館山市に生まれる。
- 1952年 - 千葉大学工学部意匠学科中退。
- 1958年 - 日本初の水中写真のグループ展を開催。
- 1958年 - 羽仁進監督の長編ドキュメント映画『海は生きている』の水中撮影を担当。
- 1969年 - 日本初のダイビング専門誌『マリンダイビング』を創刊。
- 1978年 - ビーチ&リゾート専門旅行誌『海と島の旅』を創刊。
- 1981年 - 『冒険者カミカゼ -ADVENTURER KAMIKAZE-』に映画スタッフとして水中撮影を担当。
- 1988年 - 世界初の水中写真専門誌『マリンフォト』を創刊。
- 2004年 - International Scuba Diving Hall of Fameにアジア人で初めて選出される[4]。
- 2005年 - 文化庁長官表彰を受ける。
- 2006年 - 旭日双光章を受章。
- 2007年 - モルディブ共和国大統領賞特別賞受賞。
- 2009年 - 一般財団法人日本水中写真普及協会設立。
- 2012年 - 大腸癌のため死去[1]。

## 著書
- 『海中公園』（朝日新聞社）
- 『沖縄の海と自然』（小学館）
- 『海のさかな』（あかね書房）
- 『水中写真入門』（朝日ソノラマ）
- 『遥かなる珊瑚礁』（ぎょうせい）
- 『イルカと幸せな日々』
- 『OCEAN OF THE WORLD HERITAGE 世界遺産の海』（水中造形センター）
- 『PLANET BLUE』（水中造形センター）
- 『MALDIVES 1978 to 2001』（水中造形センター）
- 『CRYSTAL BLUE』（水中造形センター）
- 『地球水族館』（水中造形センター）
- 『珊瑚の海から』（水中造形センター）